# Ferrari SP FFX
La Ferrari SP FFX est une voiture de sport du constructeur automobile italien Ferrari produite en exemplaire unique en 2014 par le département "One-off" de la marque.

## Présentation
La voiture a été dévoilée en avril 2014.

### Design
Cette voiture est inspirée de la FF. À l'intérieur, les deux sièges arrière de la FF ont été retirés.